# خط مقارب

رسم دالة ذات خط تقارب أفقي، وخط تقارب رأسي، وآخر مائل (باللون الأزرق).

الخط المُقارِب أو المُقارِب لمنحنى، في الهندسة التحليلية، هو الخط الذي يتقارب من المنحنى تقاربًا مستمرًا بحيث تؤول المسافة بينهما إلى الصفر عند اللانهاية، وفي الهندسة الجبرية يعرف خط التقارب بأنه الخط الذي يمس المنحنى عند اللانهاية. بعض كتب الرياضيات تشترط أن المنحنى ينبغي ألا يعبر خط التقارب عند ما لا نهاية، لكن هذا عادة لا يشترط عند أغلب المؤلفين المحدثين.
يوجد ثلاثة أنواع من خطوط التقارب للمنحنيات الناتجة عن رسم دالة {\displaystyle f(x)} هي: خط تقارب أفقي، أو خط تقارب رأسي، أو خط تقارب مائل، قد يوجد للدالة أحد هذه الأنواع، أو نوعان معًا، أو الثلاثة أنواع مجتمعة، وقد لا يوجد لها أي نوع منهم مطلقًا. خطوط التقارب الأفقية هي الخطوط الأفقية التي يقترب منها رسم المنحنى عندما x تئول أو تقترب من {\displaystyle +\infty } أو {\displaystyle -\infty }، وخطوط التقارب الرأسية هي الخطوط الرأسية التي تكون قيمة الدالة بالقرب منها {\displaystyle +\infty } أو {\displaystyle -\infty }.
ليس بالضرورة أن تكون خطوط التقارب خطوطًا مستقيمة، فهناك نوع من خطوط التقارب المنحنية يعرف بخط التقارب الانحنائي، ولا يمكن تصنيف خطوط التقارب الانحنائية إلى أفقية أو رأسية أو مائلة.

## مثال بسيط

رسم يوضح الدالة على الإحداثيات الديكارتية، ويظهر من الرسم أن محوري السينات والصادات هما خطا تقارب للمنحنى.

إن فكرة أن منحنى من الممكن أن يقترب من خط دون أن يصيرا خطًا واحدًا قد تبدو متناقضة مع التجارب أو الملاحظات اليومية، إذ أن تمثيل الخط أو المنحنى كعلامات على ورقة أو بيكسلات على شاشة حاسوب يكون بخطوط لها سمك واضح، الأمر الذي يجعل الخطين يبدوان كما لو كانا يمتزجان معًا إذا امتدا قليلاً بما يكفي، على الأقل بقدر ما يمكن للعين أن تميز. لكن هذا مجرد تمثيل فيزيائي لأشياء رياضية مقابلة لها؛ لأن الخط والمنحنى المثاليان سمكهما 0 (انظر الخط)، وبالتالي فإن فكرة خطوط التقارب تتطلب إعمال العقل أكثر من التجربة.
بالنظر إلى رسم الدالة {\displaystyle y={\frac {1}{x}}} الموضح إلى اليسار، نلاحظ أن إحداثيات النقاط الواقعة على المنحنى تأخذ الصورة {\displaystyle x,{\frac {1}{x}}}، حيث {\displaystyle x} هو أي عدد حقيقي ما عدا الصفر، مثلا النقاط {\displaystyle (1,1)}، {\displaystyle (2,0.5)} ،{\displaystyle (5,0.2)} ،{\displaystyle (10,0.1)} تقع جميعها على المنحنى. يلاحظ أنه كلما ازدادت قيمة {\displaystyle x}، ولتكن {\displaystyle 100}، {\displaystyle 1000}، {\displaystyle 10,000}،...، فإن قيم {\displaystyle y} المقابلة لها تكون.{\displaystyle 01}،{\displaystyle 0.001}،{\displaystyle 0.0001}،...، أي أنها تصير متناهية في الصغر، لكنها، مهما ازدادت قيمة {\displaystyle x}، لا تساوي الصفر ابدًا، مما يعني أن المنحنى لا يلامس محور الأفاصيل أبداً. وبالمثل فإنه مهما صغرت قيمة {\displaystyle x}، ولنفترض القيم {\displaystyle 0.01}،{\displaystyle 0.001}،{\displaystyle 0.0001}،...، حتى تصير متناهية في الصغر بالنسبة إلى المقياس الموضح، فإن قيم {\displaystyle y} المقابلة، في هذه الحالة {\displaystyle 100}، {\displaystyle 1000}، {\displaystyle 10,000}،...، تزداد شيءًا فشيء حتى تصير قيمتها لا نهائية؛ أي أن المنحنى يمتد إلى أعلى أكثر فأكثر كلما اقترب من محور الأراتيب. إذن فمحور الأفاصيل والأراتيب هما خطا تقارب للمنحنى. هذه الأفكار بمثابة جزء من أساسيات مفهوم النهايات في علم الرياضيات.

## خطوط تقارب الدوال
خطوط تقارب المنحنيات التي على الصورة {\displaystyle y=f(x)} تظهر كثيراً في حساب التفاضل والتكامل، ويمكن حسابها باستخدام النهايات، وهي تقسم إلى ثلاثة أنواع بحسب اتجاهها: خطوط تقارب أفقية، رأسية، ومائلة. خطوط التقارب الأفقية هي خطوط أفقية يقترب منها رسم الدالة عندما تؤول {\displaystyle x} إلى {\displaystyle \infty } أو {\displaystyle -\infty }، وكما يتضح من اسمها فإنها توازي محور الأفاصيل إن لم تكن تنطبق عليه. خطوط التقارب الرأسية هي خطوط رأسية (عمودية على محور الأفاصيل) تزداد بالقرب منها قيمة الدالة زيادة بلا حدود. وأخيرًا، خطوط التقارب المائلة هي خطوط تميل على الأفق بزاوية ما، بحيث يقترب الفرق بين المنحنى وهذا الخط من الصفر عندما تؤول {\displaystyle x} إلى {\displaystyle \infty } أو {\displaystyle -\infty }، وهذا يسهل وضع تعريف معمم لخطوط التقارب.

### المستقيمات المقاربة

#### خطوط التقارب الرأسية
يقال أن الخط {\displaystyle x=a} خط تقارب رأسي للدالة {\displaystyle y=f(x)} إذا تحقق أحد الشرطين التاليين على الأقل:
1. {\displaystyle \lim _{x\to a^{-}}f(x)=\pm \infty }
2. {\displaystyle \lim _{x\to a^{+}}f(x)=\pm \infty .}

مثلاً، إذا كانت {\displaystyle f(x)={\frac {x}{x-1}}} فإن البسط يقترب من 1، والمقام يقترب من الصفر عندما تقترب x من 1. وبالتالي فإن
{\displaystyle \lim _{x\to 1}{\frac {x}{x-1}}=\infty }
ويكون للمنحنى خط تقارب عند {\displaystyle x=1}.
سواء كانت الدالة {\displaystyle f(x)}معرفة أو غير معرفة عند {\displaystyle a}، فإن قيمتها عند النقطة {\displaystyle x=a} لن تؤثر في خط التقارب، مثلاً الدالة:
{\displaystyle f(x)={\begin{cases}{\frac {1}{x}}&{\mbox{; }}x>0,\\5&{\mbox{;  }}x\leq 0.\end{cases}}}
لها نهاية {\displaystyle \infty } عندما {\displaystyle x\to 0^{+}}، ومع ذلك فإن لها خط تقارب رأسي عند {\displaystyle x=0}، ذلك مع أن {\displaystyle f(0)=5} مما يعني أن رسم الدالة يتقاطع مع خط التقارب الرأسي تقاطعًا وحيدًا عند النقطة (0,5)، ومن الجدير بالذكر أن رسم أي دالة لا يمكن أن يتقاطع مع محور تقارب رأسي في أكثر من نقطة واحدة.

#### خطوط التقارب الأفقية

قد يكون للدالة خطا تقارب أفقيان، كما هو الحال في حالة دالة قوس الظل.

خطوط التقارب الأفقية هي خطوط أفقية يقترب منها رسم الدالة عندما {\displaystyle x\to \infty }، يقال أن الخط الأفقي {\displaystyle y=c} هو خط تقارب أفقي للدالة {\displaystyle y=f(x)} إذا كانت
{\displaystyle \lim _{x\rightarrow -\infty }f(x)=c}
أو
{\displaystyle \lim _{x\to +\infty }f(x)=c}
الدالة (ƒ(x، في الحالة الأولى، لها خط تقارب عند {\displaystyle y=c} عندما تؤول x إلى {\displaystyle \infty }، ولها خط تقارب، في الحالة الثانية، عند {\displaystyle y=c} عندما تئول x إلى {\displaystyle -\infty }.
دالة قوس الظل، على سبيل المثال، تحقق ما يلي:
{\displaystyle \lim _{x\rightarrow -\infty }\arctan(x)=-\pi /2}
و
{\displaystyle \lim _{x\rightarrow +\infty }\arctan(x)=\pi /2.}
وبالتالي فإن الخط {\displaystyle y=-\pi /2} هو خط تقارب أفقي لدالة الظل العكسية (أو بمعنى آخر مماس أفقي للدالة) عندما تئول x إلى {\displaystyle -\infty } ، كما أن الخط {\displaystyle y=\pi /2}هو خط تقارب أفقي (مماس أفقي) للدالة عندما تئول x إلى {\displaystyle \infty } .
من الممكن أن لا يكون هنالك خطوط تقارب أفقية لبعض الدوال في أحد الجانبين أو كليهما، أو من الممكن أن يكون لها نفس خط التقارب الأفقي في الجانبين، فمثلا الدالة {\displaystyle f(x)=1/(x^{2}+1)} لها خط تقارب عند y = 0 عندما تئول x إلى {\displaystyle -\infty } ، ذلك الخط عينه هو خط تقارب أفقي لنفس الدالة عندما تئول x إلى {\displaystyle \infty } ؛ أي أن
{\displaystyle \lim _{x\to -\infty }{\frac {1}{x^{2}+1}}=\lim _{x\to +\infty }{\frac {1}{x^{2}+1}}=0.}

#### خطوط التقارب المائلة

الدالة لها خطا تقارب وهما: محور الأراتيب (x = 0)، والخط y= x (باللون الأزرق).

إذا لم يكن خط التقارب المستقيم موازيًا لمحور الأفاصيل ولا عموديًا عليه فإنه يسمى خط تقارب مائل، ويقال حينئذ أن الدالة (ƒ(x تقاربية من الخط المستقيم y = mx + n (حيث m ≠ 0) إذا كانت
{\displaystyle \lim _{x\to +\infty }\left[f(x)-(mx+n)\right]=0}
أو
{\displaystyle \lim _{x\to -\infty }\left[f(x)-(mx+n)\right]=0.}
الخط y == mx + n، في الحالة الأولى، خط تقارب مائل للدالة (ƒ(x عندما تئول x إلى +∞، والخط y == mx + n، في الحالة الثانية، خط تقارب مائل للدالة (ƒ(x عندما x تئول إلى −∞.
مثلاً الدالة ƒ(x) = x−1/x لها خط تقارب مائل، هو الخط y = x أي أن (m = 1, n = 0) (انظر الرسم إلى اليسار). وبتطبيق النهاية المذكورة أعلاه
{\displaystyle \lim _{x\to \pm \infty }\left[f(x)-x\right]}
{\displaystyle =\lim _{x\to \pm \infty }\left[{\frac {x^{2}-1}{x}}-x\right]}
{\displaystyle =\lim _{x\to \pm \infty }\left[\left(x-{\frac {1}{x}}\right)-x\right]}
{\displaystyle =\lim _{x\to \pm \infty }-{\frac {1}{x}}=0.}
مما يوضح أن الفرق بين الخط والدالة عند {\displaystyle \infty } أو {\displaystyle -\infty } يؤول إلى الصفر.

### المنحنيات المقاربة

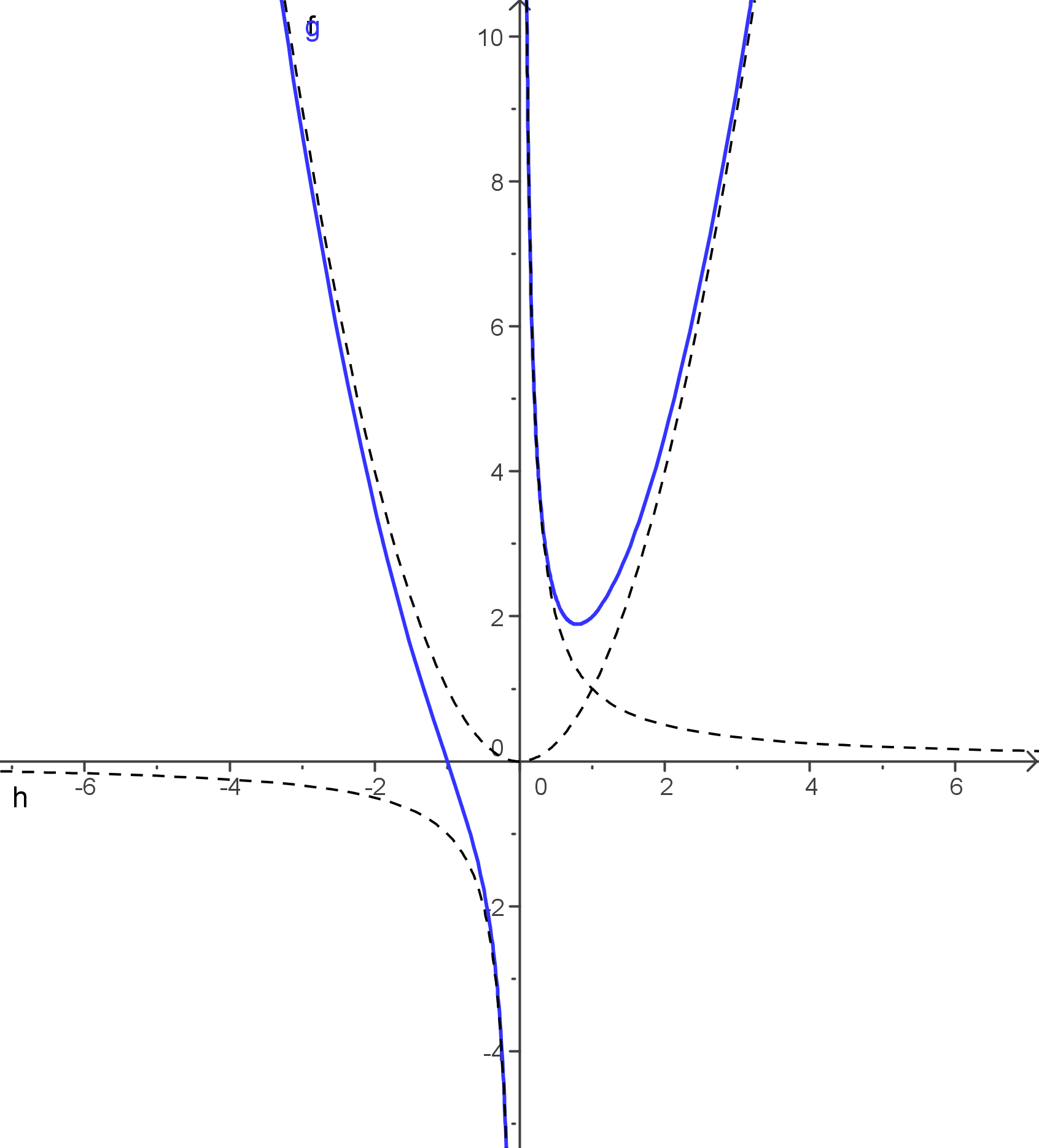
منحنى الدالة ومنحنياته المقاربة: و.

يكون منحنى الدالة {\displaystyle y=g(x)} مقاربًا لمنحنى الدالة {\displaystyle y=f(x)} عند ±∞ إذا تحقق ما يلي:
{\displaystyle \lim _{x\to \pm \infty }f(x)-g(x)=0}

## طرق تحديد خطوط التقارب
يمكن تحديد خطوط تقارب الدوال البسيطة بطرق عدة دون الاستخدام الصريح للنهايات (مع أن معظم هذه الطرق مشتقة من النهايات)

### حساب خطوط التقارب المائلة
خط التقارب للدالة {\displaystyle f(x)}هو خط على الصورة y=mx+n، تحسب قيمة {\displaystyle m} أولاً من العلاقة
{\displaystyle m{\stackrel {\text{def}}{=}}\lim _{x\rightarrow a}f(x)/x}
حيث {\displaystyle a} إما تساوي {\displaystyle \infty } أو تساوي {\displaystyle -\infty } بحسب الحالة، ويفضل التعامل مع كل حالة على حداها. إذا كانت النهاية غير موجود فهذا يعني عدم وجود خط تقارب مائل بهذا الاتجاه.
بعد ذلك يمكن تحديد قيمة n حيث
{\displaystyle n{\stackrel {\text{def}}{=}}\lim _{x\rightarrow a}(f(x)-mx)}
حيث أن a ينبغي أن تكون ذات القيمة المستخدمة من قبل. إذا لم تكن النهاية موجودة فإن هذا يعني أنه لا يوجد خط تقارب للدالة في هذا الاتجاه، حتى لو كانت النهاية الخاصة بتعريف قيمة m موجودة، أما إذا كانت موجودة فإن y = mx + n يكون خط تقارب مائل للدالة (ƒ(x عندما تئول x إلى a.
على سيل المثال، تعين قيمة m وn للدالة ƒ(x) = (2x2 + 3x + 1)/x كالتالي
{\displaystyle m=\lim _{x\rightarrow +\infty }f(x)/x=\lim _{x\rightarrow +\infty }{\frac {2x^{2}+3x+1}{x^{2}}}=2}
ومنها
{\displaystyle n=\lim _{x\rightarrow +\infty }(f(x)-mx)=\lim _{x\rightarrow +\infty }\left({\frac {2x^{2}+3x+1}{x}}-2x\right)=3}
وبالتالي فإن {\displaystyle y=2x+3}هو خط التقارب للدالة (ƒ(x عندما تؤول x إلى {\displaystyle \infty }، إذا نظرنا للدالة {\displaystyle f(x)=\ln x} كمثال آخر فإن
{\displaystyle m=\lim _{x\rightarrow +\infty }f(x)/x=\lim _{x\rightarrow +\infty }{\frac {\ln x}{x}}=0}
ومنها
{\displaystyle n=\lim _{x\rightarrow +\infty }(f(x)-mx)=\lim _{x\rightarrow +\infty }\ln x}
وهذه نهاية غير موجودة؛ أي أن الدالة {\displaystyle y=\ln x} ليس لها خط تقارب عندما تؤول x إلى {\displaystyle \infty } .

### خطوط التقارب للدوال الكسرية
أي دالة كسرية لها، على الأكثر، خط تقارب أفقي وحيد أو خط تقارب مائل، وقد يكون لها عدة خطوط تقارب رأسية.
تحدد درجة البسط ودرجة المقام إذا ما كانت هنالك خطوط تقارب رأسية أو أفقية أم لا، الجدول التالي يوضح الحالات المحتملة، مع مراعاة أن المقصود بدرجة البسط هو أعلى أس في كثيرة الحدود الموجودة بالبسط، ودرجة المقام هو أعلى أس في كثيرة الحدود الموجودة بالمقام.
| درجة البسط − درجة المقام | خطوط التقارب                                                       | مثال                                            | خط التقارب للمثال                |
| ------------------------ | ------------------------------------------------------------------ | ----------------------------------------------- | -------------------------------- |
| أصغر من 0                | y = 0                                                              | {\displaystyle {\frac {1}{x^{2}+1}}}            | {\displaystyle y=0}              |
| يساوي 0                  | y = النسبة بين معامل الحد الأعلى درجة في البسط إلى نظيره في المقام | {\displaystyle {\frac {2x^{2}+7}{3x^{2}+x+12}}} | {\displaystyle y={\frac {2}{3}}} |
| يساوي 1                  | y = خارج القسمة المطولة للكسر                                      | {\displaystyle {\frac {x^{2}+x+1}{x}}}          | {\displaystyle y=x+1}            |
| أكبر من 1                | لا يوجد                                                            | {\displaystyle {\frac {2x^{4}}{3x^{2}+1}}}      | لا يوجد                          |